# Jiřetín (Dolnooharská tabule)
Jiřetín (též Jeřetín) je 252 m n. m. vysoký vrch v okrese Litoměřice Ústeckého kraje. Leží asi 2 km jižně od obce Klapý, vrcholem na katastrálním území města Libochovice a jihozápadním svahem na území podřazené vsi Dubany.

## Geomorfologické zařazení
Geomorfologicky vrch náleží do celku Dolnooharská tabule, podcelku Hazmburská tabule, okrsku Klapská tabule a podokrsku Slatinská tabule.